# Shinya Tsukamoto
Shinya Tsukamoto (塚本 晋也, Tsukamoto Shin'ya ; Shibuya, 1 januari 1960) is een Japanse cultregisseur. Hij debuteerde in 1988 met de cyberpunkfilm Tetsuo the Iron Man. Tsukamoto was een van de eerste vertegenwoordigers van de nouvelle vague van Japanse cineasten die met zijn werk doorbrak in de mainstreamcinema en wereldwijd erkend werd. Zijn werk wordt vergeleken met de films van David Lynch, David Cronenberg, Andrzej Zulawski en Jan Švankmajer omwille van de groteske, wilde en soms absurde concepten en cinematografie. De films van Tsukamoto zijn getypeerd door een sterke, contrastrijke, visuele stijl, intens acteerwerk en dialogen. Centrale elementen in zijn werk zijn de fysieke of mentale herontwaking van de mens in zijn of haar omgeving en de transformerende kracht van emoties.

## Biografie
Tsukamoto raakte jong door film gefascineerd door het kijken naar cult-, monster-, en sciencefictionfilms uitgezonden op de tv-zender Ultra-Q en de films van Akira Kurosawa. Op veertienjarige leeftijd maakte hij korte filmpjes met behulp van een door zijn vader gekochte Super 8-camera. Tijdens zijn tienerjaren slaagde hij erin om 'Ginza Now', een lokale tv-show, te overtuigen om enkele van zijn korte films uit te zenden. Enkele van zijn vroege experimentele korte films waren: Genshi-san (1974), Kyodai Gokiburi Monogatari (1975), Donten (1976), Jigokumachi Shoben Geshuku Nite Tonda yo (1977), Shin-Tsubasa (1978), Hasu no Hana Tobe (1979), en Tsubasa (1980). Geïnspireerd door het avant-garde-straattheater van Juro Kara, richtte hij bij het aanvangen van zijn universitaire studies in 1978 zijn eerste theatergroep op, Yumemaro (vert.: Droomcirkel). De theatergroep bestond grotendeels uit gelijkgestemde kunststudenten en er werd opgetreden in een zelfgemaakte tent in de straten van Tokio. In 1979 bouwde hij een reeks mobiele cinemazalen om in Tokio zijn films te projecteren. Zijn 8mm-experimenten werden steeds ambitieuzer, met name het twee uur durende Jigokusho Shoben Geshuku Nite Tonda yo.
In 1982 studeerde hij af aan de Nihon-universiteit en behaalde er een diploma in de kunsten, specialisatie olieverven. Gedurende twee jaar werkte hij in een advertentiebureau om zich ten slotte volledig te wijden aan theater en film. Hij richtte in 1985 het Kaiju Theatre (vert.: Theatergezelschap Monster) op, waarbij met behulp van een mobiel theater expressionistisch en experimenteel avant-gardetheater werd opgevoerd.
1986 werd voor hem het echte begin als filmregisseur en hij bracht het low budget, 18 minuten durende Futsu saizu no Kaijin (vert.: The Phantom of Regular Size) uit op 8mm-kleurenfilm. Deze korte film wordt aangezien als een voorloper op Tetsuo the Iron Man. De film introduceert cultacteur Tomoro Taguchi in zijn rol als de typische, Japanse salaryman, actrices Kei Fujiwara en Nobu Kanaoka en Shinya Tsukamoto zelf. The Phantom of regular size bevat een aantal elementen die later worden uitgewerkt bij Tsukamoto's toekomstige project Tetsuo the Iron Man: een salaryman wordt aangevallen in een ondergronds metrostation door een robotvrouw die wordt gemanipuleerd door een psychopaat (Shinya Tsukamoto), de fetisjistische scène met de 'penisboor' en de fusering van beide protagonisten in een groter, met metalen brokstukken bedekt monster op het einde van film.
Denchu Kozo no Boken (vert.: The Adventure of Electric Rod Boy) werd in 1987 uitgebracht en gaat over een ongelukkige jongen met een elektriciteitspaal die uit zijn rug steekt en die constant wordt gepest door andere jongens. Zijn enige vriendin is het schoolmeisje Momoko. Op een dag wordt hij 25 jaar in de toekomst getransporteerd naar een wereld die wordt belaagd door een trio cyborg-vampieren. Hij vormt vervolgens een team met de oudere versie van Momoko om de vampieren te beletten een machine te bouwen om de zon te verduisteren en zo de wereld te overheersen. Denchu Kozo no Boken werd net als zijn voorganger Futsu saizu no Kaijin uitgebracht op 8mm-kleurenfilm. Tsukamoto experimenteerde hier met visuele effecten zoals pixelatie en stop-motionanimatie. Experimenten die hij later zou implementeren in Tetsuo the Iron Man. Met Denchu Kozo no Boken behaalde Shinya Tsukamoto de PIA Film Festival Award.
In september 1987 begon Tsukamoto met de productie van de film die zijn doorbraak betekenende op internationaal vlak: Tetsuo the Iron Man. Net zoals voorgaande projecten werd de financiering gedragen door Tsukamoto zelf in combinatie met giften. De film werd opgenomen in zwart-wit met een 16mm-camera en werd de eerste film van Tsukamoto met een geschikt beeldformaat voor projectie in een cinemazaal. De film zelf is een uitbreiding op het verhaal van zijn korte film Futsu saizu no Kaijin met de vier acteurs terugkerend in dezelfde rollen: Tomoro Taguchi als de muterende salaryman, Kei Fujiwara als zijn vriendin en slachtoffer, Nobu Kanaoka als de vrouw die de salaryman aanvalt en Tsukamoto zelf als 'Yatsu' (vert.: de kerel), de metaalfetisjist. De soms erg grafische film begint met een scène waarin een metaalfetisjist zijn been openrijt en er een stuk metaal induwt. Bij het zien van maden die de wonde infesteren, schreeuwt hij het uit en rent in paniek de straat op waar hij aangereden wordt door een auto. De salaryman die de auto bestuurt, tracht het ongeluk te verdoezelen door het lichaam in een ravijn te dumpen. Maar de psychopathische fetisjist keert terug uit de dood en om zich te wreken transformeert hij gaandeweg het lichaam van de salaryman in een wandelende schroothoop. De film bevat enkele controversiële scènes waaronder één waarbij de salaryman anaal wordt verkracht door een psychopathische vrouw en één waarin de penis van de salaryman muteert in een enorme boormachine waarmee hij uiteindelijk zijn vriendin vermoordt. Tsukamoto introduceerde in deze film een voor hem vaak terugkerend concept: de transformerende kracht van emoties.
In 1990 zag Yokai Hanta (vert.: Hiruko the Goblin) het licht, een publieksfilm waarbij Tsukamoto een andere richting insloeg in vergelijking met zijn voorgaande en toekomstig werk. Waar Tokyo Fist en Tetsuo the Iron Man geprezen werden omwille van de artistieke kwaliteiten, was Yokai Hanta een meer conventionele film waarin horror en komedie werden gecombineerd tot een geheel dat het potentieel had om een mainstreampubliek te bereiken. De vrijheidsbeperkingen opgelegd door de Japanse filmindustrie bij het maken van de film, dreven hem terug naar zijn onafhankelijke producties.
In Yokai Hanta wordt aan de archeoloog Hieda (Kenji Sawada), achtervolgd door de accidentele dood van zijn vrouw, gevraagd om een prehistorische site te onderzoeken die door zijn schoonbroer, professor Yube, ontdekt werd nabij de lokale school van een klein dorpje. Bij zijn aankomst ter plekke ontmoet hij er zijn neef Masao (Masaki Kudou) met twee vrienden. Tijdens hun onderzoek ontdekken ze dat een demoon ontsnapt is uit zijn prehistorische schuilplaats. Met behulp van zijn zelfgemaakte wapens en een demoondetector trachten Hieda en Masao de enorme spinachtige demoon tegen te houden, vooraleer deze zijn leger van demonen loslaat op de wereld.

## Filmografie
Regisseur
- Denchu Kozo no Boken (1987) (The Adventure of Denchu Kozo)
- Tetsuo the Iron Man (1988)
- Yokai Hanta - Hiruko (1990) (Hiruko the Goblin)
- Tetsuo the Body Hammer (1992)
- Tokyo Fist (1995)
- Bullet Ballet (1998)
- Soseiji (1999) (Gemini)
- Rokugatsu no Hebi (2002) (Snake of June)
- Vital (2004)
- Fimeiru, Tamamatsu verhaal (2005) (Female)
- Haze (2005)
- Akumu Tantei (in productie) (Nightmare Detective)

Acteur
- Futsu Saizu no Kaijin (1986) (The Phantom of Regular Size)
- Denchu Kozo no Boken (1987) (The Adventure of Denchu Kozo)
- Tetsuo the Iron Man (1988)
- Tetsuo the Body Hammer (1992)
- Waga Jinsei Saiaku no Toki (1993) (The Most Terrible Time in My Life)
- 119 (1994) (Quiet Days of Firemen)
- Harukana Jidain no Kaidan o (1995) (Stairway to the Distant Past)
- Tokyo Fist (1995)
- Romansu (1996) (Some Kinda Love)
- Tokyo Biyori (1997)
- Doggusu (1998) (Dogs)
- Sunday Drive (1998)
- Bullet Ballet (1998)
- Kanzen-naru Shiiku (1999) (The Perfect Education)
- The Perfect Education (1999)
- Oboreru hito (2000) (A Drowning Man)
- Nichiyobi wa Owaranai (2000) (Sunday's Dream)
- Sakuya: yôkaiden (2000) (Sakuya: Slayer of Demons)
- Dead or Alive 2: Tobosha (2000)
- Kuroe (2001) (Chloe)
- Rendan (2001) (Quartet for Two)
- Moju tai Issunboshi (2001) (Blind Beast vs Dwarf)
- Koroshiya 1 (2001) (Ichi the Killer)
- Rokugatsu no Hebi (2002) (Snake of June)
- Travail (2002) (A Woman's Work)
- Tracing Jack (2004)
- Marebito (2004)
- Koi no Mon (2004) (Otaku's in Love)
- Haze (2005)
- Akumu Tantei (2006) (Nightmare Detective)

## Trivia
- Shinya Tsukamoto acteerde in verschillende films van Takashi Miike zoals Dead or Alive 2 (2000) en Ichi the Killer (2001).
- Chu Ishikawa verzorgde de muziek voor alle Tsukamotofilms, behalve voor Hiruko the Goblin.
- Tsukamoto maakt veel gebruik van blauwe en oranje beeldfilters als sfeerversterkers.
- In de film Ichi the Killer, waarin Shinya Tsukamoto de grote manipulator Jijii (vert.: Ouwe) speelt, leverde hij het sperma dat gebruikt werd tijdens de titelscène van de film. Regisseur Takashi Miike bezorgde Tsukamoto een emmer om te vullen, maar deze laatste kon niet voldoen aan de gevraagde hoeveelheid en gaf de emmer door aan drie andere leden van het filmgezelschap.
- Denchu Kozo no Boken kreeg verschillende titels in het westen: 'Adventures of Electric Rod Boy' (bootlegversie) en 'The Great Analog World' (USA-videoversie).
- Kei Fujiwara was lid van Shinya Tsukamoto's theatergroep Kaiju Theatre en acteerde in Denchu Kozo no Boken en Tetsuo the Iron man, in beide gevallen als de vriendin van de hoofdrolspeler.
- Hoewel Tsukamoto een grote populariteit geniet bij de Japanse jeugd, beschouwt hij hen negatief omdat ze naar zijn mening betekenisloze levens leiden.

## Citaat
Het is vreemd. Een deel van mij houdt van Tokio, een ander deel van mij zou het met plezier
vernietigen.

## Bron
- Iron Man - The Cinema of Shinya Tsukamoto, van Tom Mes (Fab Press Books, UK)